# 羽咋郵便局
羽咋郵便局（はくいゆうびんきょく）は石川県羽咋市にある郵便局。民営化前の分類では集配普通郵便局であった。

## 概要
住所：〒925-8799 石川県羽咋市川原町メ136-4

## 沿革
- 1874年（明治7年）1月1日 - 羽咋郵便取扱所として開設[1]。
- 1875年（明治8年）1月1日 - 羽咋郵便局（五等）となる。
- 1880年（明治13年） - 為替取扱を開始。
- 1881年（明治14年） - 貯金取扱を開始。
- 1892年（明治25年）3月1日 - 羽咋郵便電信局となる。
- 1903年（明治36年）4月1日 - 通信官署官制の施行に伴い羽咋郵便局となる。
- 1950年（昭和25年）11月16日 - 電気通信業務の取扱を、新設の羽咋電報電話局に移管[2]。
- 1952年（昭和27年）1月16日 - 特定郵便局から普通郵便局に局種別改定[3]。
- 1954年（昭和29年）11月3日 - 富永簡易郵便局の廃止に伴い、取扱事務を承継。
- 1956年（昭和31年）10月1日 - 電話通話および和文電報受付事務の取扱を開始。
- 1977年（昭和52年）11月28日 - 羽咋市旭町から、同市川原町に局舎を新築、移転。
- 1998年（平成10年）9月1日 - 外国通貨の両替および旅行小切手の売買に関する業務取扱を開始。
- 2003年（平成15年）3月31日 - 粟の保簡易郵便局の廃止に伴い、取扱業務を承継。
- 2006年（平成18年）10月10日 - 邑知（おおち）郵便局から「925-06xx」区域の集配業務を移管[4]。
- 2007年（平成19年）10月1日 - 民営化に伴い、併設された郵便事業羽咋支店に一部業務を移管。
- 2012年（平成24年）10月1日 - 日本郵便株式会社発足に伴い、郵便事業羽咋支店を羽咋郵便局に統合。
- 2021年（令和3年）3月8日 - 金丸郵便局から「929-15xx」区域のうち、羽咋市の区域（「925-00xx」区域に変更）の集配業務を移管[5]。

## 取扱内容
- 郵便、印紙、ゆうパック、内容証明
- 貯金、為替、振替、振込、国際送金、外貨両替・トラベラーズチェック、国債、投資信託
- 生命保険、バイク自賠責保険、自動車保険
- 地方公共団体事務（羽咋市ごみ処理券の販売）
- ゆうちょ銀行ATM
- 「925-00xx」「925-06xx」区域（羽咋市＝一部地域を除く）の集配業務
- ゆうゆう窓口
- 風景印

## 周辺
- 羽咋市役所
- 羽咋警察署
- 石川県立羽咋高等学校
- 千里浜海水浴場
- 国道249号

## アクセス
- JR七尾線 羽咋駅から徒歩約6分
- 北鉄能登バス、羽咋市内循環バス（るんるんバス） 羽咋駅停留所、もしくは市役所前停留所下車
- のと里山海道 千里浜ICから北東へ約2km
- 国道415号沿い
- 駐車場あり：12台